# Pauli Lehtinen

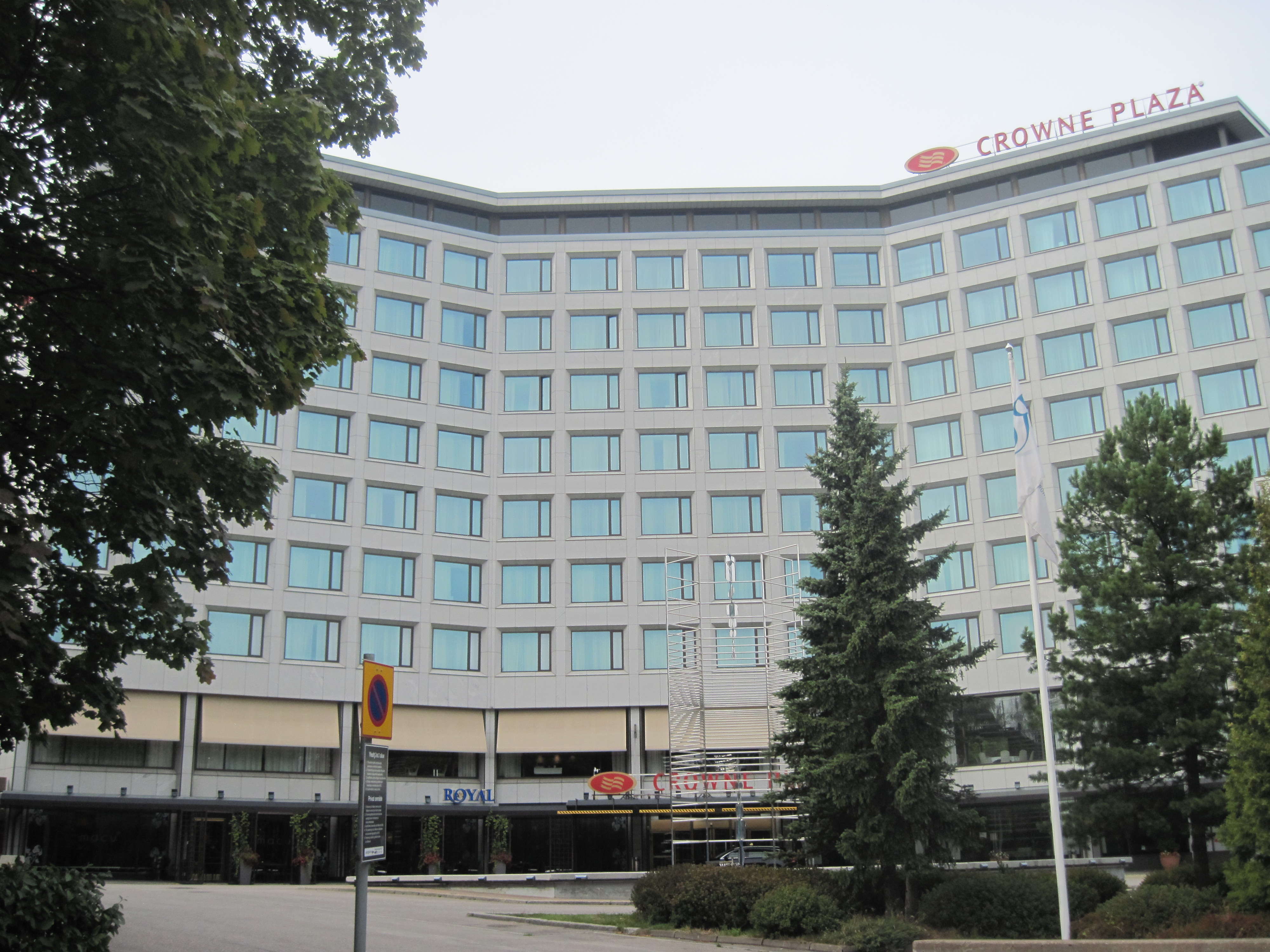
Crowne Plaza – Hesperia

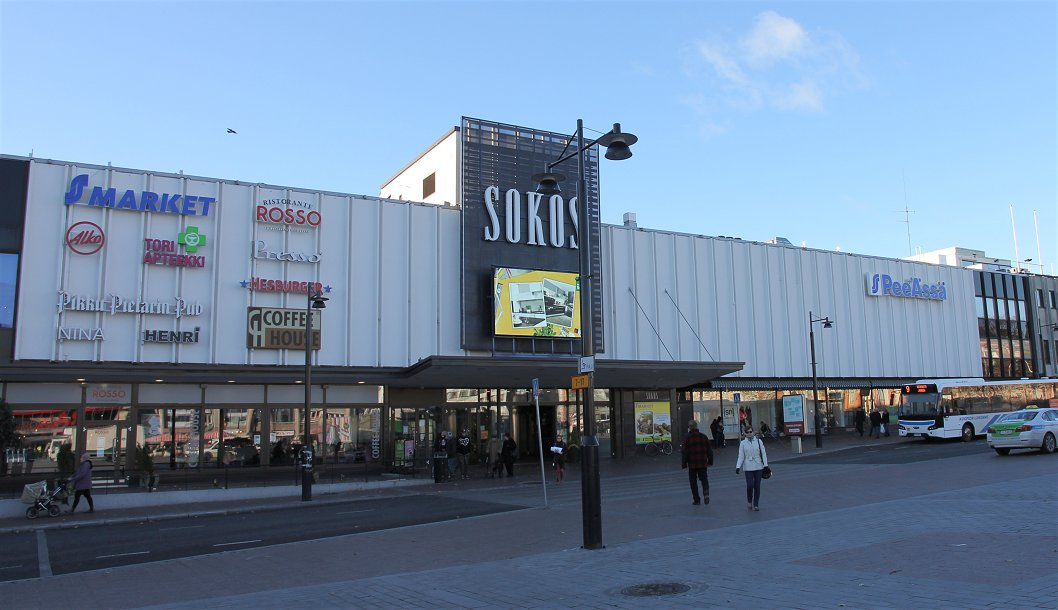
Sokos varuhus i Kuopio

Pauli Lehtinen, född 10 april i 1923 i Villmanstrand, död 8 april 2017 i Tavastehus, var en finländsk arkitekt.
Pauli Lehtinen utbildade sig 1944–1950 till arkitekt vid Tekniska högskolan i Helsingfors. Han började sin yrkesbana i SOK 1947 och arbetade efter examen som planarkitekt och chefskonstruktör på SOK:s byggavdelning. Han var chef för byggavdelningen sedan början av 1970-talet. Pauli Lehtinen gick i pension 1982. Han ritade minst 17 varuhus i olika orter i Finland samt hotell,  kontorshus och industriella byggnader.

## Verk i urval
- Elantos bageri i Sörnäs, Helsingfors 1955 (tillsammans med Jouko Ylihannu)
- Varuhuset Valtakulma, Lahtis 1956 (tillsammans med Armas Lehtinen)
- Seutu-Sokos köpcentrum, Lojo 1959[1]
- Nylandsgatan 30/Fredriksgatan 33, Helsingfors 1961 (tillsammans med Armas Lehtinen)
- Lilla Robertsgatan 16/Georgsgatan 3, Helsingfors 1963 [2]
- Sokos varuhus, Kuopio 1966
- Sokos varuhus, Joensuu 1968
- Hotell Hesperia, Helsingfors 1972 (idag Crowne Plaza – Hesperia)
- Hotell Kuusamo, Kuusamo 1973
- Hotelli Vaakuna, Uleåborg 1974
- Sokos restaurangbyggnad, Tammerfors 1974
- Hotell Kimmel, Joensuu 1977
- Hotell Hamburger Börs, Åbo 1979
- Sokos varuhus, Hagalund, Esbo 1979
- Sokos varuhus, Tavastehus
- Sokos varuhus, Kotka
- Sokos varuhus, Seinäjoki
- Sokos varuhus, Träskända
- Sokos varuhus, Nyslott
- Kooperativa varuhus i Imatra, Lappo, Kuusamo, Turengi och Vammala
- Vaajakoski fabriker i Vaajakoski i Jyväskylä

## Bildgalleri

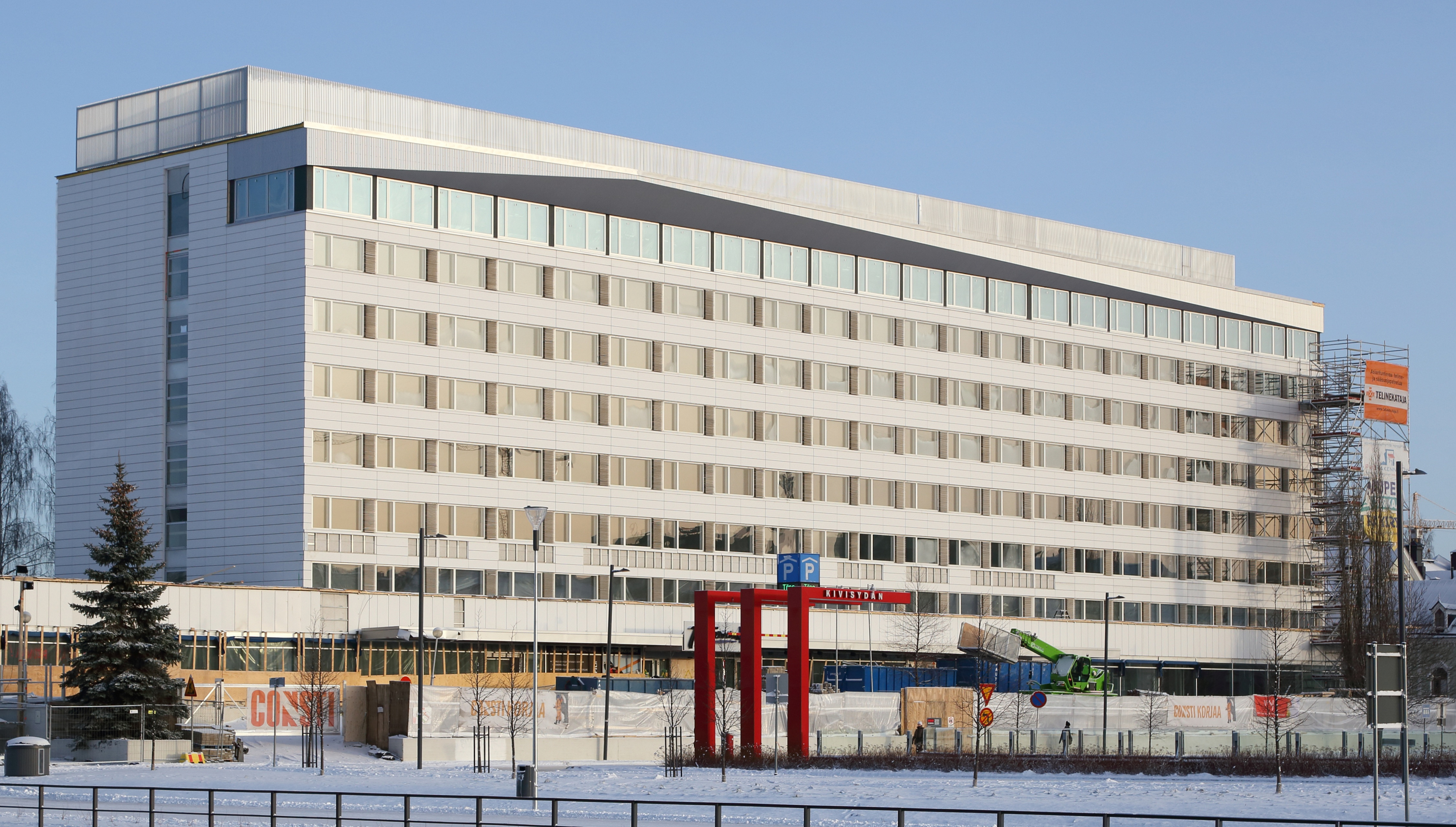
Hotell Vaakuna i Uleåborg
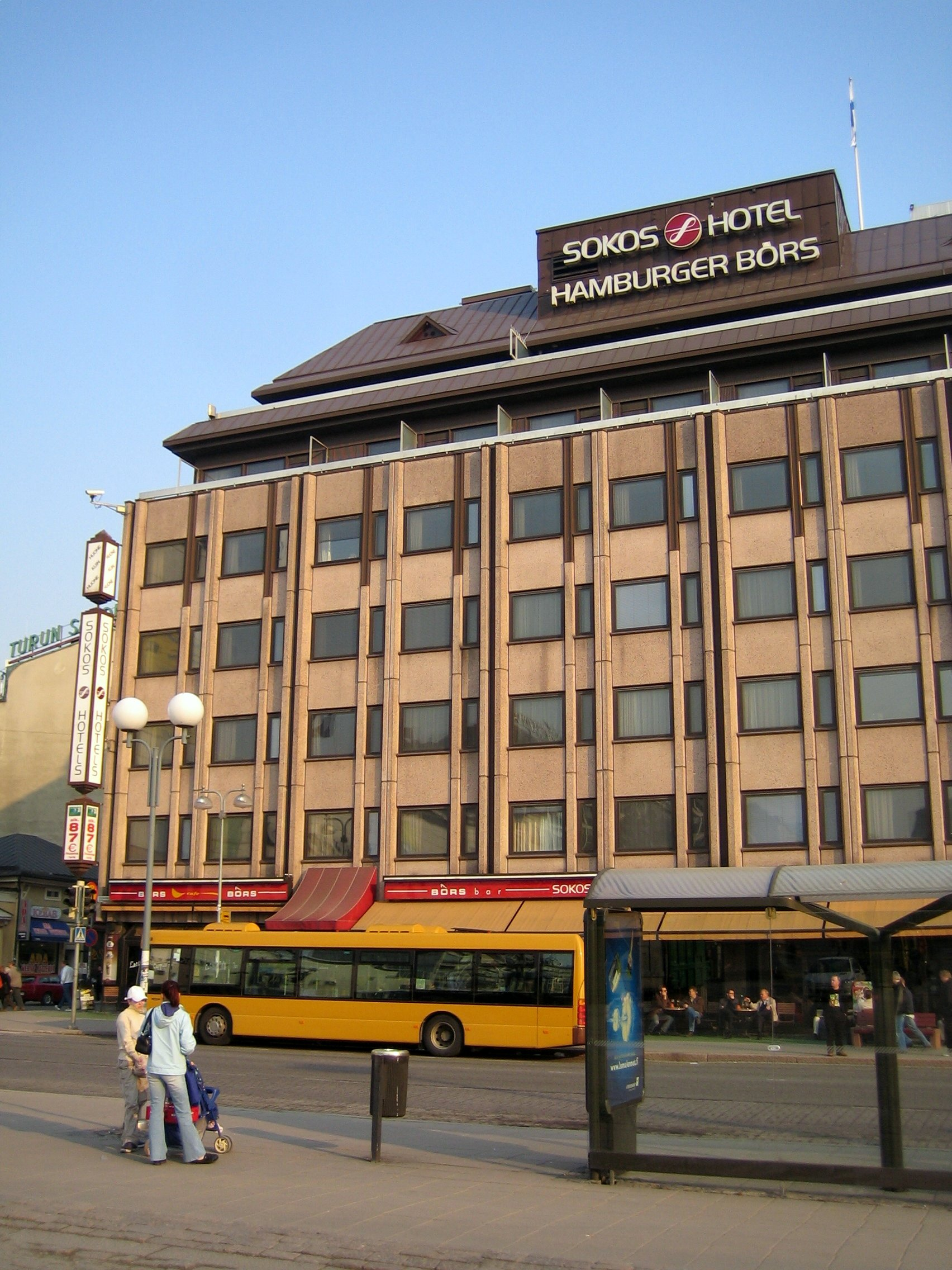
Hotell Hamburger Börs i Åbo
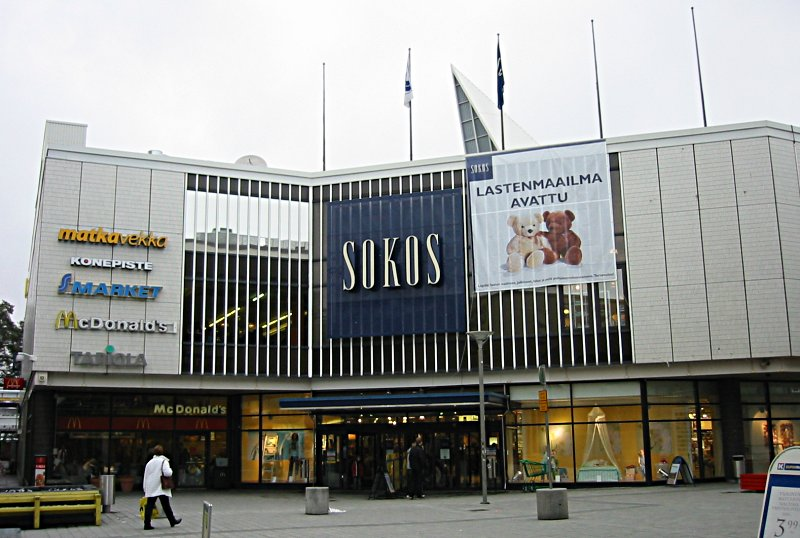
Sokos varuhus i Hagalund i Esbo
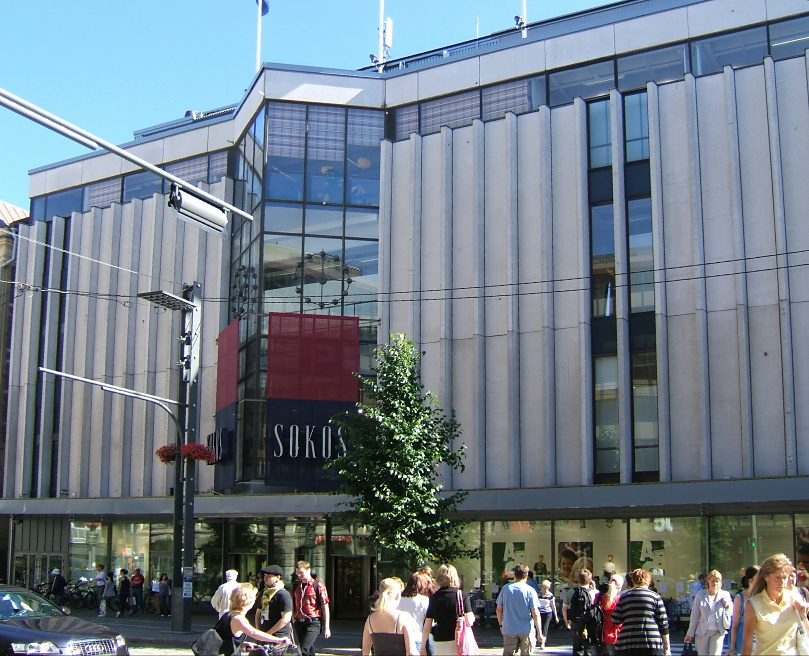
Sokos varuhus i Tammerfors
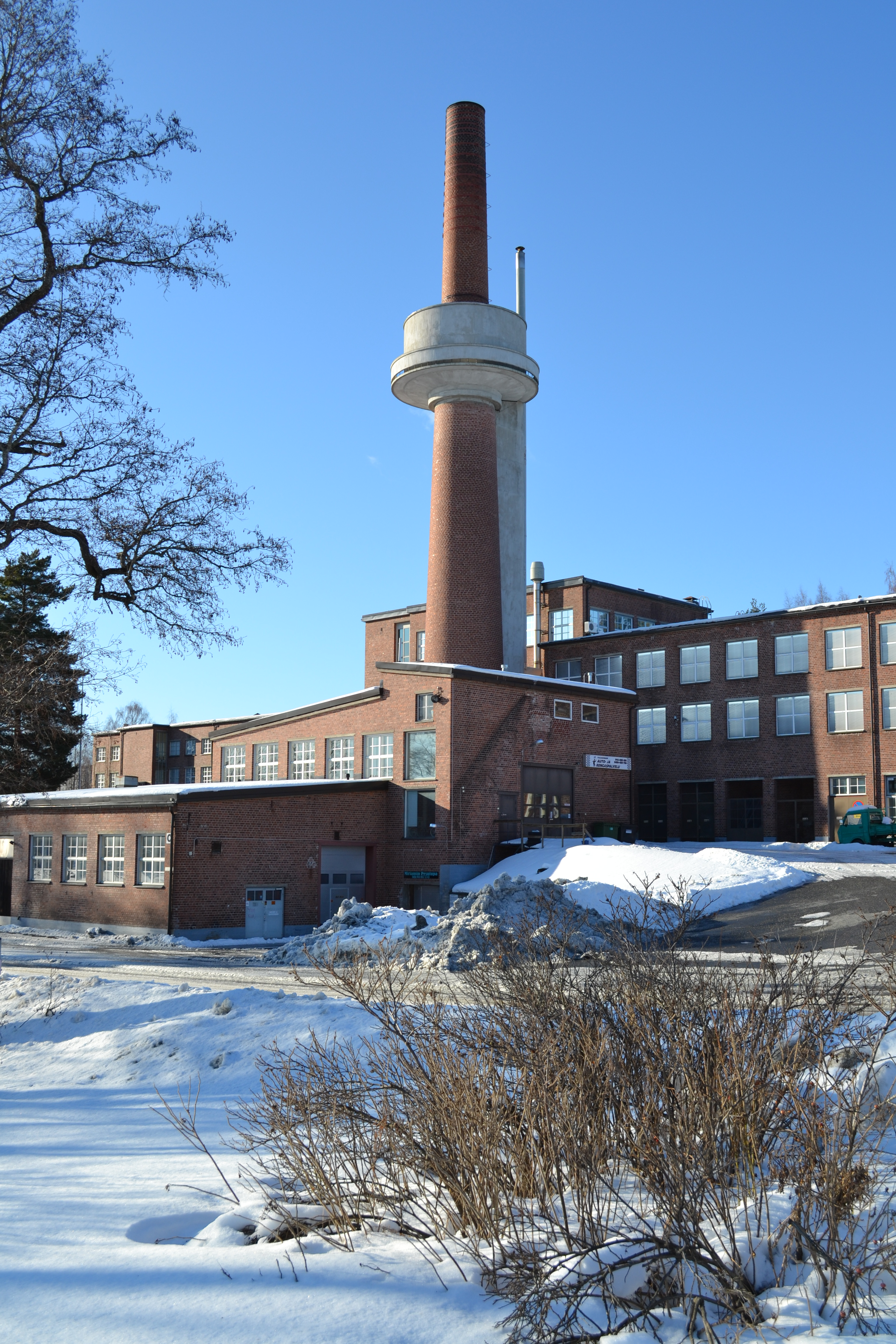
Vaajakoski fabriker, Vaajakoski, Jyväskylä